# Paragonaster grandis
Paragonaster grandis is een kamster uit de familie Pseudarchasteridae.
De wetenschappelijke naam van de soort werd in 1941 gepubliceerd door H.L. Clark.